# Procampodeidae
Procampodeidae es una pequeña familia, con un solo género Procampodea, de artrópodos primitivos de seis patas en Hexapoda pertenecientes a Diplura. La familia incluye solo dos especies conocidas de las zonas climáticas mediterráneas.

## Distribución
Las dos especies se describen a partir de ejemplares que habitan en Italia y California, respectivamente, ambas áreas con un típico  clima mediterráneo.

## Taxonomía
♣
- Hexapoda
  - Entognatha
    - Diplura
      - suborden Rhabdura
        - Superfamilia Campodeoidea
          - Familia Procampodeidae Silvestri, 1948
            - Género Procampodea Silvestri, 1905
              - Procampodea brevicauda Silvestri, 1905 – Italia
              - Procampodea macswaini Condé & Pagés, 1956 – California